# Ядом, Энди
Эндрю Киере Ядом (англ. Andrew Kyere Yiadom; род. 2 декабря 1991, Лондон, Англия) — ганский футболист, защитник клуба «Рединг». Участник Кубка африканских наций 2017 в составе сборной Ганы.

## Карьера
Энди Ядом родился в Холлоуэе, Лондон. Он начал свою карьеру в молодёжной команде «Уотфорда», но по окончании пребывания в молодёжной команде, ему не предложили профессиональный контракт. Энди Ядом подписал контракт с клубом национальной лиги «Хейз энд Идинг Юнайтед» летом 2010 года. В Хейзе он пробыл лишь сезон, а затем отправился в недавно организованный клуб лиги «Брейнтри Таун» в августе 2011 года, предварительно побывав на просмотре в клубе Лиги Два «Бристоль Роверс». К январю 2012 года Ядом забив восемь мячей, и сыграв 32 матча.
В январе 2016 на правах свободного агента перешёл в «Барнсли» заключив двухлетний контракт. В свой первый сезон Ядом провел 32 игры. 30 июля 2017 года клуб предложил ему новую сделку, но футболист отказался. 10 августа Энди Ядом был согласован переход в «Хаддерсфилд Таун», но 18 августа стало известно, что трансфер провалился и игрок вернулся в «Барнсли». 31 августа, в последний день трансферного окна, Ядом согласился перейти в «Суонси Сити», однако сделка не состоялась, так как документы не были вовремя переданы. В сезоне 2017/18 Ядом был назначен капитаном «Барнсли».
17 мая 2018 года Ядом согласился присоединиться к «Редингу». 1 июля был подписал контракт на четыре года. 17 июня 2022 года футболист подписал новый трехлетний контракт. 8 июля он был назначен капитаном клуба.